# Suzuki GSV-R
La Suzuki GSV-R è una moto realizzata dalla Suzuki, prototipo utilizzato per competere nella classe MotoGP del motomondiale dal 2002 al 2011.

## Il contesto
La presentazione del nuovo modello in sostituzione della Suzuki RGV Γ 500 si rese necessario con l'introduzione, dal motomondiale 2002, della nuova categoria equipaggiata di propulsori a quattro tempi da 990 cm³ in sostituzione dei precedenti a due tempi da 500 cm³.

## Tecnica
Per i primi anni ogni GSV-R è indicata dalla sigla di progetto XRE, seguita da un numero.
La XRE0 è stata la prima GSV-R, quella che prese parte al mondiale 2002.
Tuttavia eccezion fatta per il motore, non si discostava molto dalla vecchia RGV500, ne conservava infatti il telaio e gli pneumatici basati sulle stesse specifiche della moto dell'anno precedente.
La moto, dotata del nuovo quattro cilindri a V da 65° che erogava quasi la stessa potenza rispetto ai vecchi propulsori a due tempi (circa 210 cavalli ad oltre 14000 giri al minuto), utilizzava l'iniezione elettronica indiretta di benzina, in luogo del carburatore, mentre la distribuzione era a doppio albero a camme in testa.
Il vecchio telaio d'alluminio mostrò problemi di stabilità, dovuti al motore che generava pericolose vibrazioni e una coppia motrice più elevata e irruente che in passato; la Suzuki durante quella stagione, ottenne più incidenti che successi da parte dei suoi piloti.
Per i primi due anni la moto rimase quasi del tutto invariata, il telaio, a doppio trave d'alluminio venne rivisto e rinforzato, ma sostanzialmente era più l'adattamento di parti già usate che non un nuovo elemento appositamente progettato.
Nel 2003 la Suzuki portò la XRE1, che sostituì i vecchi pneumatici Dunlop con i nuovi Michelin e se la gomma anteriore rimase da 16 pollici e mezzo, quella posteriore venne maggiorata di mezzo pollice, arrivando a 17, ma nonostante un progetto più affidabile e con una tenuta di strada superiore, la Suzuki dovette cedere il passo in classifica piazzandosi penultima, davanti a Kawasaki e dietro ad Aprilia.
Nel 2004 venne presentata la GSV-R XRE2: il motore guadagnò 10 cavalli, raggiungendo i 220 a oltre 14500 giri e il telaio venne ridisegnato, migliorando la rigidità torsionale e flessionale, anche se la moto divenne meno agile perché allungata nel passo di 30 millimetri, inoltre il nuovo regolamento fu una stagione d'adattamento per il team, dato che prevedeva sia al posteriore che all'anteriore pneumatici da 16 pollici e mezzo, accompagnato dal nuovo cambio di coperture, da Michelin a Bridgestone.
Nel 2005 e nel 2006, con i modelli XRE3 e XRE4, le uniche differenze furono il motore più potente, capace di 240 cavalli a 16000 giri al minuto, e il peso superiore di 3 chili, per un totale di 148 chilogrammi.
Dal 2007 insieme al regolamento, che non permette oltre 800 cm³ di cilindrata, cambia anche la sigla identificativa della GSV-R, ora chiamata GSV-R XRG0 per il 2007 e XRG1 per il 2008.
Il serbatoio è passato da 22 a 21 litri per questioni regolamentari, mentre il motore ha un nuovo sistema di distribuzione, ossia bialbero a camme in testa a comando pneumatico (tecnologia di derivazione Formula 1), mentre le valvole sono sempre sedici, portando la potenza del motore nel 2007 a 220 cavalli a 17500 giri al minuto e nel 2008 ad 225 cavalli a 18000 giri al minuto, mentre la lunghezza totale della moto è di 2080 mm anziché 2060.
I freni sono progettati dalla Brembo e sono composti da due dischi in carbonio all'anteriore e un disco d'acciaio al posteriore.

## Successi
1 vittoria:
- 2002: 0
- 2003: 0
- 2004: 0
- 2005: 0
- 2006: 0
- 2007: 1 (Vermeulen 1)
- 2008: 0
- 2009: 0
- 2010: 0
- 2011: 0